# 叙尔茹
叙尔茹（法語：Surjoux，法語發音：[syʁʒu]）是法国东部安省的一个旧市镇，属于楠蒂阿区。2019年，叙尔茹与市镇洛皮塔勒合并为新市镇叙尔茹-洛皮塔勒。

## 地理
叙尔茹（46°1'27"N, 5°48'10"E）面积4.31 平方千米，位于法国奥弗涅-罗讷-阿尔卑斯大区安省，该省份为法国东部省份，北起汝拉省，西北接索恩-卢瓦尔省，西接罗讷省和里昂大都会，南至伊泽尔省，东与萨瓦省、上萨瓦省和瑞士接壤。
与叙尔茹接壤的市镇（或旧市镇、城区）包括：沙奈、安茹-热尼西亚、洛皮塔勒、沙隆日。
叙尔茹的时区为UTC+01:00、UTC+02:00（夏令时）。

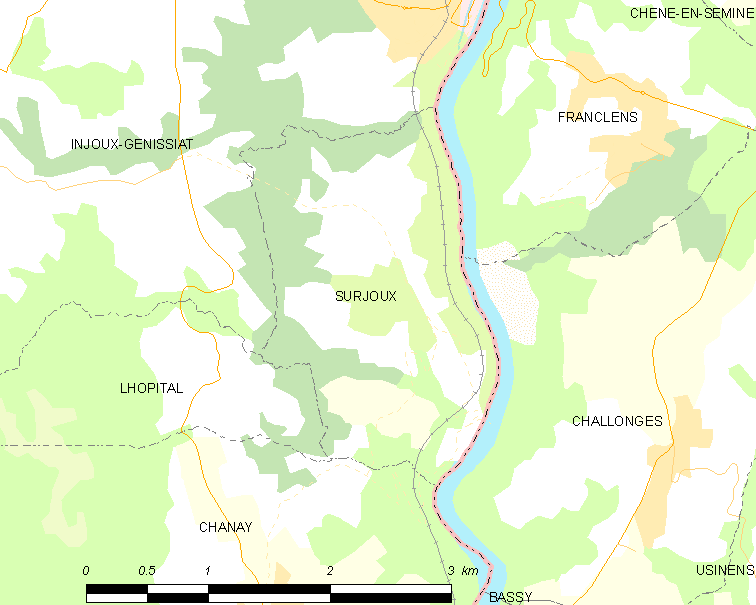
叙尔茹的OSM定位图

## 行政
叙尔茹的邮政编码为01420，INSEE市镇编码为01413。

## 政治
叙尔茹所属的省级选区为瓦尔瑟罗讷县。

## 人口

1962-2008年间叙尔茹人口变化图示

叙尔茹于2018年1月1日时的人口数量为85人。